# Vainqueur de la course pédestre
Pour plus de détails, voir Fiche technique et Distribution.
Vainqueur de la course pédestre, également connu sous le titre La Course pédestre, est un film muet français réalisé par Louis Feuillade sorti en 1909.

## Fiche technique
- Date de sortie : France : 12 juillet 1909

## Distribution
- Maurice Vinot
- Alice Tissot
- Renée Carl
- Henri Duval